# وولتا مانتووانا
وولتا مانتووانا (به ایتالیایی: Volta Mantovana) یک کومونه در ایتالیا است که در استان منتووا واقع شده‌است. وولتا مانتووانا ۵۰٫۳ کیلومتر مربع مساحت و ۷٬۴۱۳ نفر جمعیت دارد و ۹۱ متر بالاتر از سطح دریا واقع شده‌است.